# Jelena Jurjewna Korikowa
Jelena Jurjewna Korikowa (russisch Елена Юрьевна Корикова; * 12. April 1972 in Tobolsk) ist eine russische Kino- und Theaterschauspielerin.  Bekanntheit erlangte sie durch ihre Rolle der Anna Platonowa in der russischen historischen Telenovela Bednaja Nastja.

## Leben
Korikowa wurde als Tochter von Juri Alexejewitsch Korikow und Tatjana Walerjewna Korikowa geboren. Die Eltern ließen sich bald darauf scheiden.
Bis zur zweiten Klasse lebte Korikowa in einem kleinen Dorf bei den Eltern ihrer Mutter, da diese sehr oft auf Gastrollen war. Jelenas Großmutter war Lehrerin. Ihren Vater traf Korikowa erst nach dem Ende ihrer Schulzeit, er lebte in Tjumen und hatte mittlerweile eine neue Familie und zwei Kinder. Korikowa und ihre Mutter sind später nach Rostow am Don gezogen.
Dort spielte sie auch bei einem Theaterstück mit dem Titel Epos mit, für welches ihr die Mutter das Kostüm nähte. Nach der Schule wurde sie im „Rostowski Dramatheater“ aufgenommen. Sie bewarb sich in Moskau an einer Schauspielschule und wurde unter die Fittiche von Sergei Solowjow am Gerassimow-Institut für Kinematographie (WGKI) gestellt.
Während des ersten Kurses begann sie Filme zu drehen. Ihre erste Rolle wurde die der jungen Mascha aus dem Märchen von Anatoli Mateschko „Ха-би-ассы“ aus dem Jahr 1990. Während der Ausbildung drehte die angehende Schauspielerin mehrere Filme. Im Melodram von Waleri Achadow „Я обещала, я уйду…“ (1992) spielte Korikowa die Rolle der jungen, provinzialischen Irina. Dann folgte das 1994 Drama von Dmitri Dolinin „Колечко золотое, букет из алых роз“.  Zudem spielte sie im historisch-romantischen Melodram von Wiktoria Titowa „Проклятие Дюран“ (1994) und im Drama von Sergei Solowjow „Три сестры“, ebenfalls aus dem Jahr 1994.
Ihre  erfolgreichste Rolle wurde die der Lisa im Film von Alexei Sacharow „Барышня-крестьянка“ ein Jahr darauf. Für diese Arbeit bekam Korikowa den Preis für die beste weibliche Hauptrolle auf dem Festival Kinischök und die Prämie Nika. 1995 beendete sie das WGIK.
Korikowa spielte  in Videoclips von Alla Pugatschowa, Filipp Kirkorow, Waleri Leontjew, Dmitri Malikow, Leonid Agutin, Igor Krutoi.
1996 war sie an der Aufnahme zum Album der russischen Gruppe Pop-Mechaniki beteiligt. Ein Projekt von Sergei Kurjochin mit dem Lied des Albums Detski Albom der Gruppe, Kolosok – Golosok wurde stimmlich dokumentiert.
Im Sommer 1998 zog sie mit ihrer Familie nach New York, wo sie eine Model- und Schauspielkarriere beginnen wollte. Zurück in Russland, bekam sie von Galina Woltschek das Angebot, der Gruppe „Sowremennik“ des Theaters beizutreten. Dort arbeitete sie von 2001 bis 2004. Danach spielte sie in der historischen Serie Bednaja Nastja. 2005 belegte sie irgendeinen zweiten Platz der russischen Ausgabe des Männermagazins FHM.
Korikowa nahm an  Fernsehsendungen teil, so an den Shows Dwe Swesdy und Zirk so Swjosdami auf dem russischen Sender Perwy kanal und an der russischen Variante der Show Let’s Dance auf dem Sender CTB. Auf dem Sender Rossija war sie 2006 Moderatorin der Show Fort Boyard.
Der Schriftsteller Dmitri Lipskerow war Korikowas erster Ehemann. 1993 bekam sie ihren Sohn Arsèine. Angeblich soll der Vater des Jungen Dmitri Roschin sein.
Danach war sie verheiratet mit Maxim Ossadtschi, Produzent und Regisseur von Videoclips.